# Jalal al-Din Mirza
Jalal al-Din Mirza (en persa: جلال الدین میرزا‎; 1827-1872) fue un historiador y librepensador iraní, nacido en Teherán. Escribió un libro semihistórico sobre la historia de Irán llamado Name-ye Khosrovan, potencialmente una de las primeras obras nacionalistas integrales sobre el país.  

## Biografía
Jalal al-Din Mirza nació en 1827 en la corte de Teherán, capital del Irán Qajar. Era el quincuagésimo quinto hijo de Fath-Ali Shah Qajar (1797–1834). Su madre era una mujer kurda llamada Homai Khanum, de Mazandaran.  Durante este período, Fath-Ali Shah Qajar, en los últimos años de su reinado, renunció y se dedicó a una vida de relajación y creación de más descendencia.  Ser uno de los últimos hijos de Fath-Ali Shah significaba que Jalal al-Din Mirza era un miembro de bajo rango de la familia Qajar, lo que lo hacía insignificante en los asuntos de la familia. Sin embargo, Jalal al-Din Mirza todavía tenía acceso a algunos beneficios de los que disfrutaba la familia real, en particular la educación.  Parte de su educación incluyó el aprendizaje de la literatura persa clásica y la lengua francesa. 
Durante los últimos años de su vida, Jalal al-Din Mirza escribió un influyente libro semihistórico titulado Name-ye Khosrovan, que se considera una de las primeras obras nacionalistas integrales sobre la historia de Irán. El primer volumen, publicado en 1868, abarcaba la historia antigua de Irán hasta la caída del Imperio Sasánida. El segundo volumen, publicado en 1870, se centraba en la historia islámica de Irán desde la dinastía Tahirid hasta la caída de los Khwarazmshahs. El tercer volumen, de 1871, trataba el periodo mongol hasta la dinastía Zand. Para el momento de la publicación del segundo volumen, Jalal al-Din Mirza había quedado ciego y había contraído sífilis, lo que pudo haber contribuido a su pérdida de visión. Murió en 1872 a los 46 años.